# Bipolaris urochloae
Bipolaris urochloae är en svampart som först beskrevs av V.A. Putterill, och fick sitt nu gällande namn av Shoemaker 1959. Bipolaris urochloae ingår i släktet Bipolaris och familjen Pleosporaceae.   Inga underarter finns listade i Catalogue of Life.